# Éric Struelens
Éric Struelens (* 3. November 1969 in Watermael-Boitsfort) ist ein ehemaliger belgischer Basketballspieler.

## Leben
Struelens spielte in seiner Heimat zunächst bei Arena Wemmel sowie Excelsior Brüssel, der Durchbruch gelang ihm Ende der 1980er Jahre und in der ersten Hälfte der 1990er Jahre beim Erstligisten Racing Mechelen. Mit Mechelen gewann der 2,08 Meter große Innenspieler 1989, 1990, 1991, 1992, 1993 und 1994 die belgische Meisterschaft sowie 1990, 1993 und 1994 den nationalen Pokalwettbewerb. Struelens war in den Spielzeiten 1990/91 und 1994/95 bester Rebounder der belgischen Liga, 1991 und 1992 wurde er als bester Spieler der Saison ausgezeichnet. 1995 wechselte er innerhalb Belgiens zu Spirou Charleroi und gewann mit dem Verein in der Saison 1995/96 den Meistertitel sowie den Pokal.
In der Sommerpause 1996 vollzog Struelens den Schritt ins Ausland und schloss sich Paris Basket Racing aus der LNB ProA, der höchsten Spielklasse Frankreichs, an. Auch in Paris war der Belgier Leistungsträger und erzielte in seinem ersten Jahr, in dem er französischer Meister wurde, 11,4 Punkte und 7,9 Rebounds pro Spiel. In seiner zweiten Pariser Saison 1997/98 kam er auf Mittelwerte von 8,6 Punkten und 7,7 Rebounds je Begegnung.
Von 1998 bis 2002 stand Struelens bei Real Madrid unter Vertrag. 2000 wurde er mit der Hauptstadtmannschaft spanischer Meister. Seine in Bezug auf die statistischen Werte persönlich erfolgreichste Saison bei Real war die erste (1998/99), als er in 34 Hauptrundenspielen in der Liga ACB im Schnitt 12,5 Punkte und 8,1 Rebounds pro Begegnung erreichte. Im Anschluss an seine Madrider Zeit blieb Struelens in Spanien und spielte von 2002 bis 2005 bei Casademont Girona. Im Frühjahr 2005 wechselte er zu Panellinios Athen nach Griechenland, gefolgt von fünf Jahren bei BBC Royal Brüssel in seinem Heimatland.
Als Trainer war Struelens bei unterklassigen Mannschaften in Belgien sowie im Jugendbereich und als Assistenztrainer der Nationalmannschaft tätig, im Oktober 2013 wurde er Sportlicher Leiter des Erstligisten Kangoeroes Willebroek und blieb ein Jahr im Amt. Ende Juni 2018 wurde er als Co-Trainer vom französischen Erstligisten BCM Gravelines-Dunkerque eingestellt und blieb ein Jahr im Amt.
Nationalmannschaft
Struelens trug in 52 Länderspielen die Farben der belgischen Nationalmannschaft.